# Chiesa di Santa Monica (Firenze)
La ex chiesa di Santa Monica è un edificio religioso sconsacrato, che si trova nel centro storico di Firenze, nel quartiere Oltrarno, in via Santa Monaca angolo via dell'Ardiglione.

## Storia

### Il XV secolo

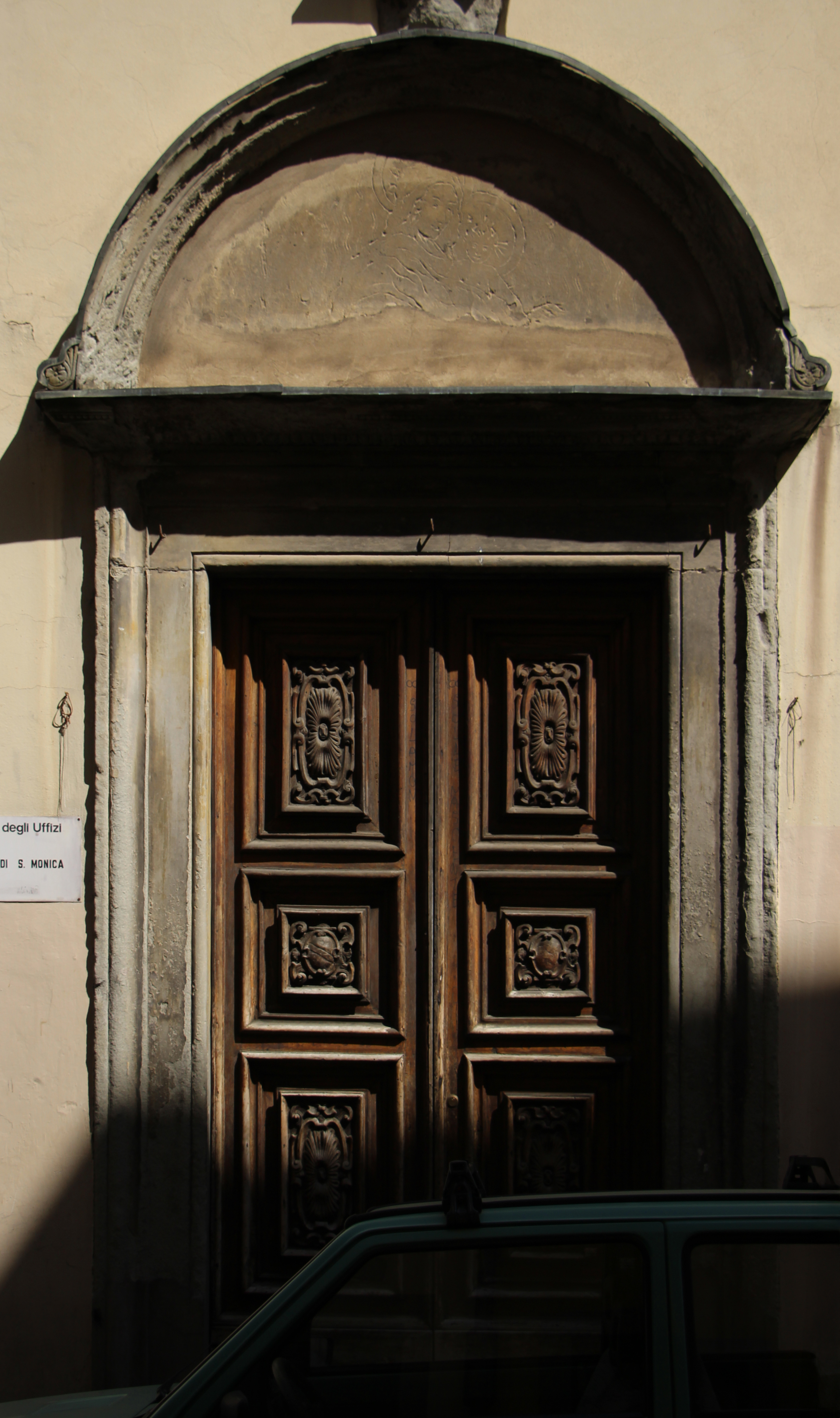
Il portale, con porte del 1590 circa

Nel 1442 Ubertino de' Bardi e sua moglie, per ringraziare suor Jacopa dei Gamberini delle Agostiniane di Castiglion Fiorentino, alle cui preghiere essi attribuivano la nascita del loro figlio, fondarono un monastero per essa e le sue consorelle in Firenze, offrendo quindi loro un rifugio dagli scontri tra le milizie fiorentine, comandate da Baldaccio d'Anghiari e da Neri Capponi, e quelle di Milano, condotte da Niccolò Piccinino, che funestavano in quel periodo il territorio al confine della Toscana. 
Il monastero, sorto in una zona non particolarmente salubre, a giudicare dai nomi di via della Fogna del Carmine e dell'Albergaccio, fu dedicato a santa Monica, madre di sant'Agostino, e posto sotto la tutela degli Agostiniani di Santo Spirito. Tuttavia, la vicinanza coi Carmelitani di Santa Maria del Carmine provocò alcuni attriti, che spinsero le monache a passare sotto la diretta dipendenza dall'arcivescovo. Nel 1447 iniziò la costruzione della chiesa, sotto il patrocinio della famiglia Capponi, della quale è lo stemma, nella semplice facciata con portale quattrocentesco.

### Il XVI secolo
In questo monastero ebbe la sua prima educazione Camilla Martelli, che fu prima amante e poi moglie senza diritti dinastici dell'anziano Cosimo I de' Medici, dopo la sua abdicazione in favore del figlio Francesco I. Alla morte di Cosimo I, nel 1574, Camilla fu rinchiusa nel monastero delle Murate, da cui essa chiese e ottenne di essere trasferita  in Santa Monaca, dove ella morì nel 1590.
Nel XVI secolo l'edificio fu ampiamente rimaneggiato, soprattutto con il rifacimento dell'altare e del coro delle monache.

### Soppressione
Al pari di molti altri ordini religiosi, fu soppresso il monastero nel 1808 e l'edificio in seguito fu adibito a diversi usi. Dal 1819 vi ebbe sede un "Educatorio della Dottrina cristiana", e nel 1865 un gruppo di cittadini vi aprì il primo asilo per l'infanzia di Firenze, chiamato "Asilo di Carità" per i fanciulli poveri. 
La chiesa, sconsacrata, è oggi sede di varie organizzazioni culturali e utilizzata per riunioni, mostre e concerti. Una vasta porzione dell'ex-monastero, lungo via Santa Monaca, è sede di un  ostello della gioventù, mentre sugli altri lati prevalgono le costruzioni private. 

## Descrizione

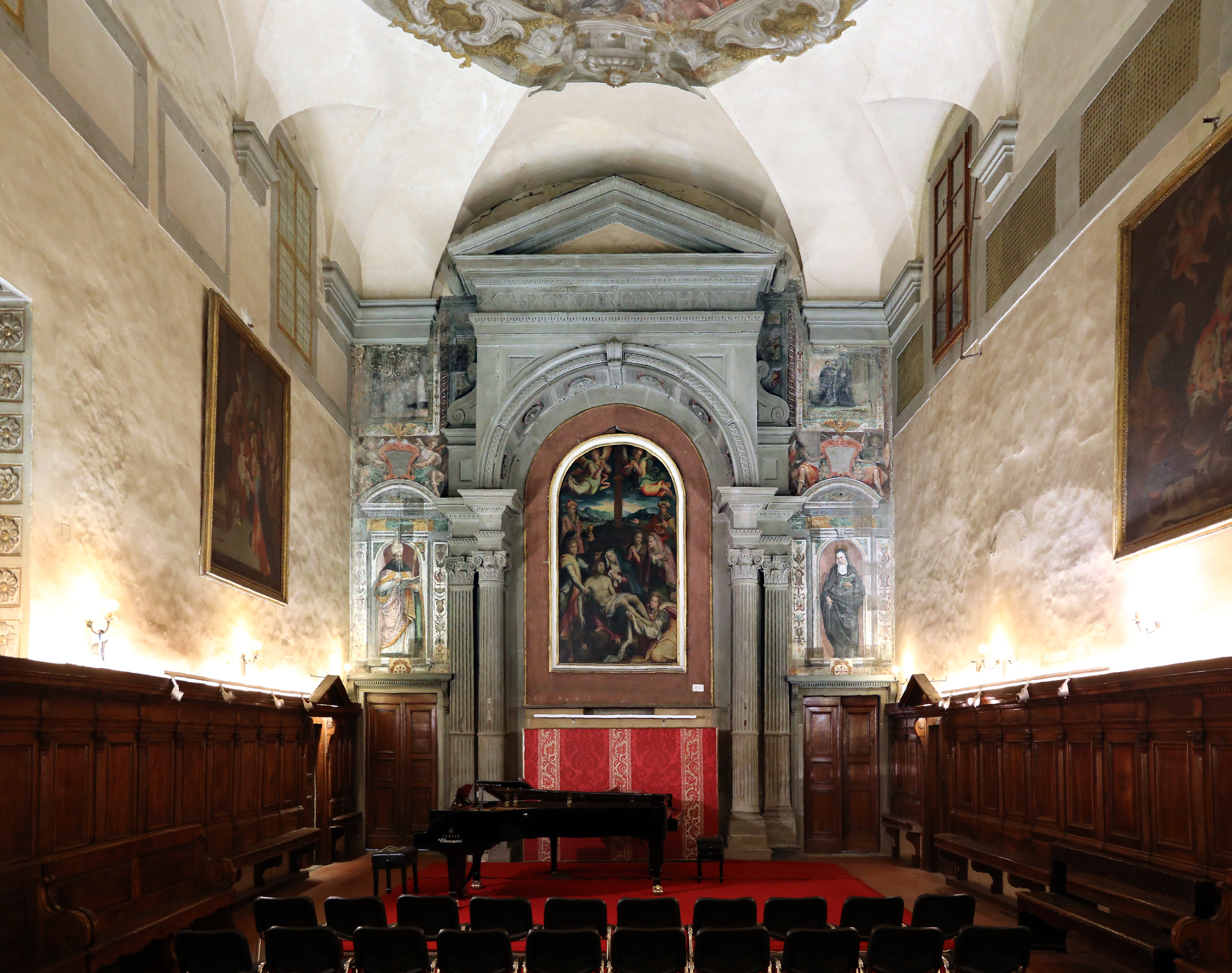
Interno

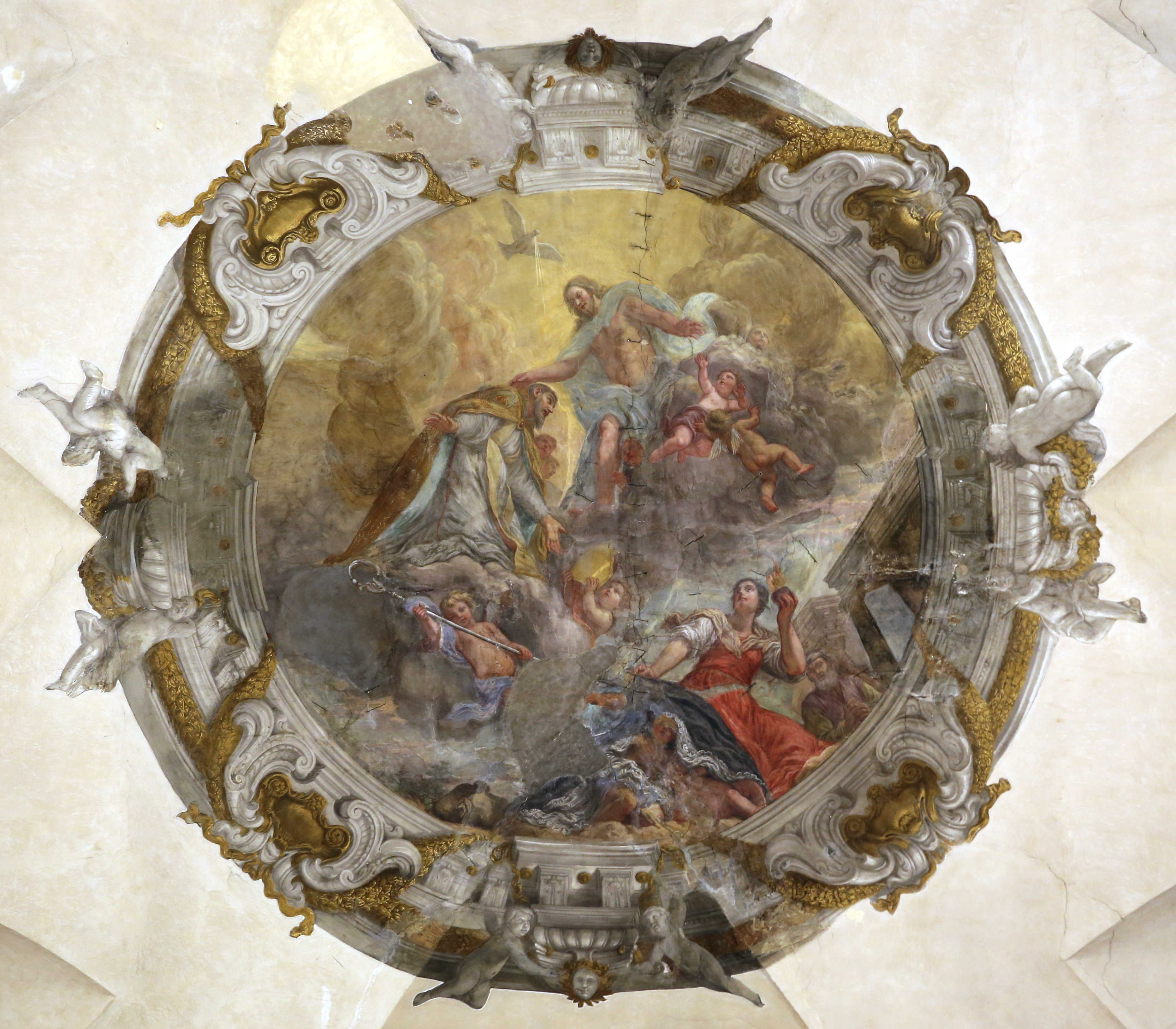
Cosimo Ulivelli, Gloria dei santi Agostino e Monica

La chiesa si presenta esternamente con una semplice facciata a capanna, con un portale centrale in pietra, dotato di una lunetta dove è incisa una figura della Madonna col Bambino, di difficile datazione, di bei battenti intagliati riferibili al 1590 circa, e in alto di uno stemma in pietra serena oggi abraso, che doveva contenere lo stemma del monastero o lo stemma Bardi. Danno luce all'interno due finestre centinate, ai lati del portale, e un oculo più in alto, sormontato da uno stemma Capponi (trinciato di nero e d'argento).
L'interno è ad aula unica, coperto da volta unghiata su cui è dipinta la Gloria dei santi Agostino e Monica di Cosimo Ulivelli (1700 circa). Sulla controfacciata si trova il coro delle monache, sopraelevato, da cui le religiose assistevano alle funzioni, e un organo con cassa organo del XVII secolo. Gli stalli lignei risalgono alla fine del XVI secolo. 
L'altare maggiore era sotto un arcosolio in pietra serena, retto da due colonne scanalate corinzie e coronato da un timpano triangolare (1599). Contiene la Deposizione di Giovanni Maria Butteri (1583, portanto in chiesa nel 1817), mentre ai lati si trovano gli affreschi di Sant'Agostino e di Santa Monica con storie in alto della loro vita, opera di Bernardino Poccetti databile 1590 circa.
Sulla parete sinistra si trova, incassata nella parete, un'altra opera del Poccetti, i Dolenti (1600 circa) che incorniciano un Crocifisso ligneo di un seguace di Baccio da Montelupo (1490 circa). Sulle pareti si trovano anche due tele seicentesche di gusto popolaresco, con l'Adorazione dei pastori e la Presentazione di Gesù al Tempio.
Dietro la chiesa "pubblica" le monache avevano un'altra chiesa gemella e pressoché di pari dimensioni, in cui era presente il coro delle religiose, e poteva accedervi oltre a esse solo il sacerdote.
Del monastero, per quanto esso si estendesse un tempo su tutto l'isolato, restano oggi poche tracce, spesso inglobate in edifici che, frutto della lottizzazione dopo la soppressione, ne hanno nascosto le vestigia. Si può ancora vedere nelle piante e nelle vedute aeree l'esistenza di un grande chiostro quadrangolare aperto sugli orti verso ovest, per quanto lo spazio centrale sia stato poi riempito da costruzioni; risale al XV secolo, ed ha arcate di ordine tuscanico su tre lati e un camminamento sotto una loggetta retta da colonnini al piano superiore. 

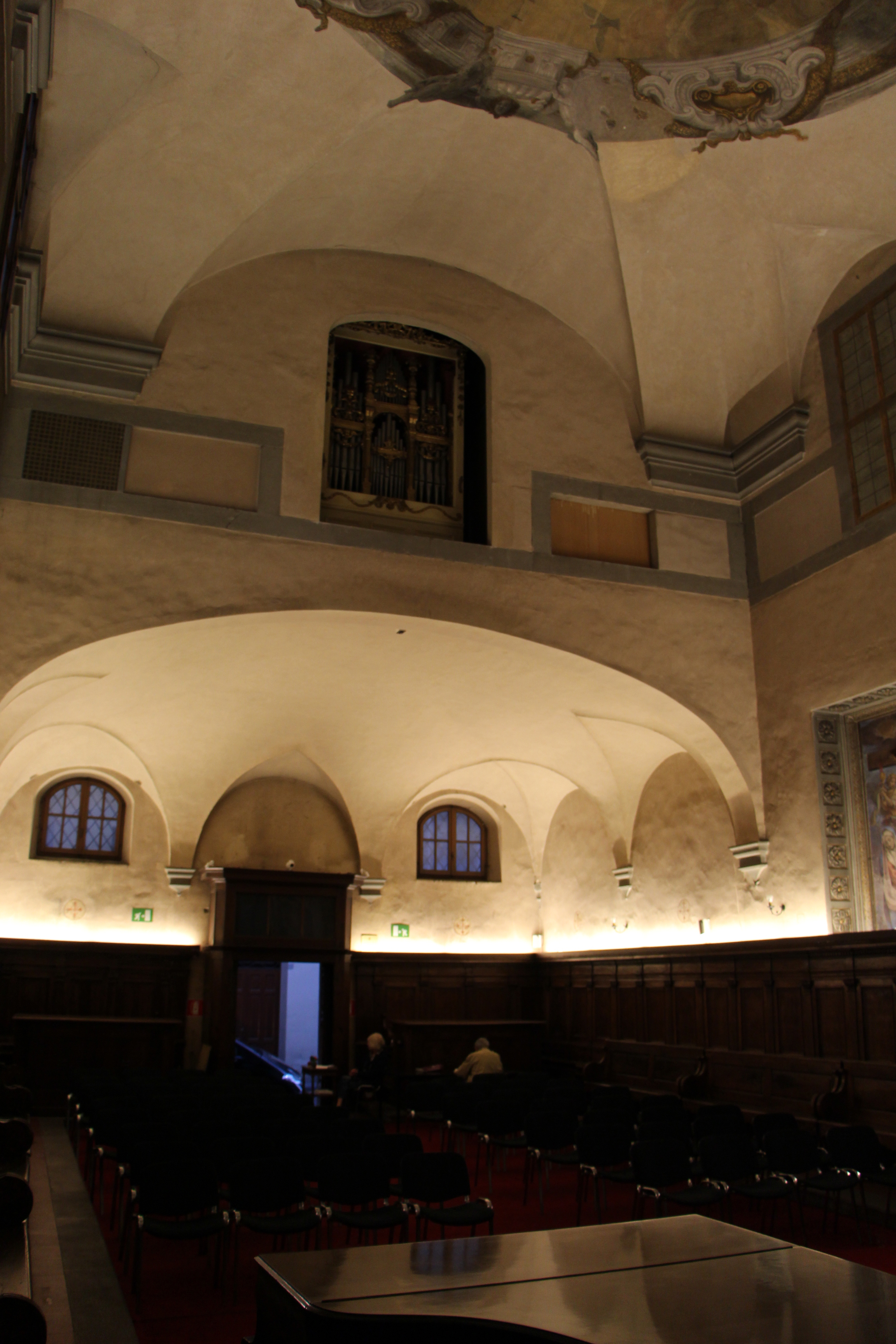
La controfacciata
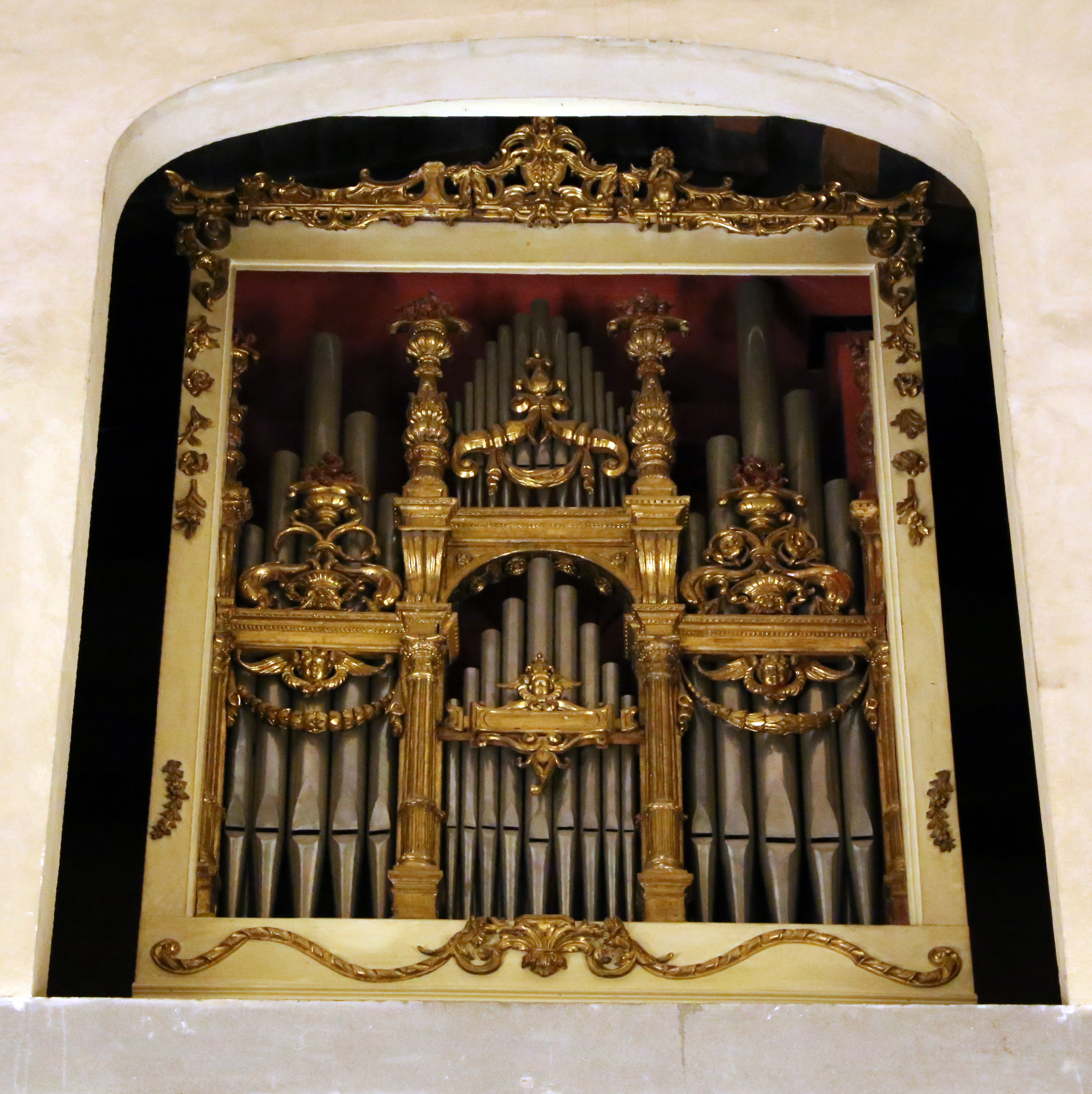
L'organo
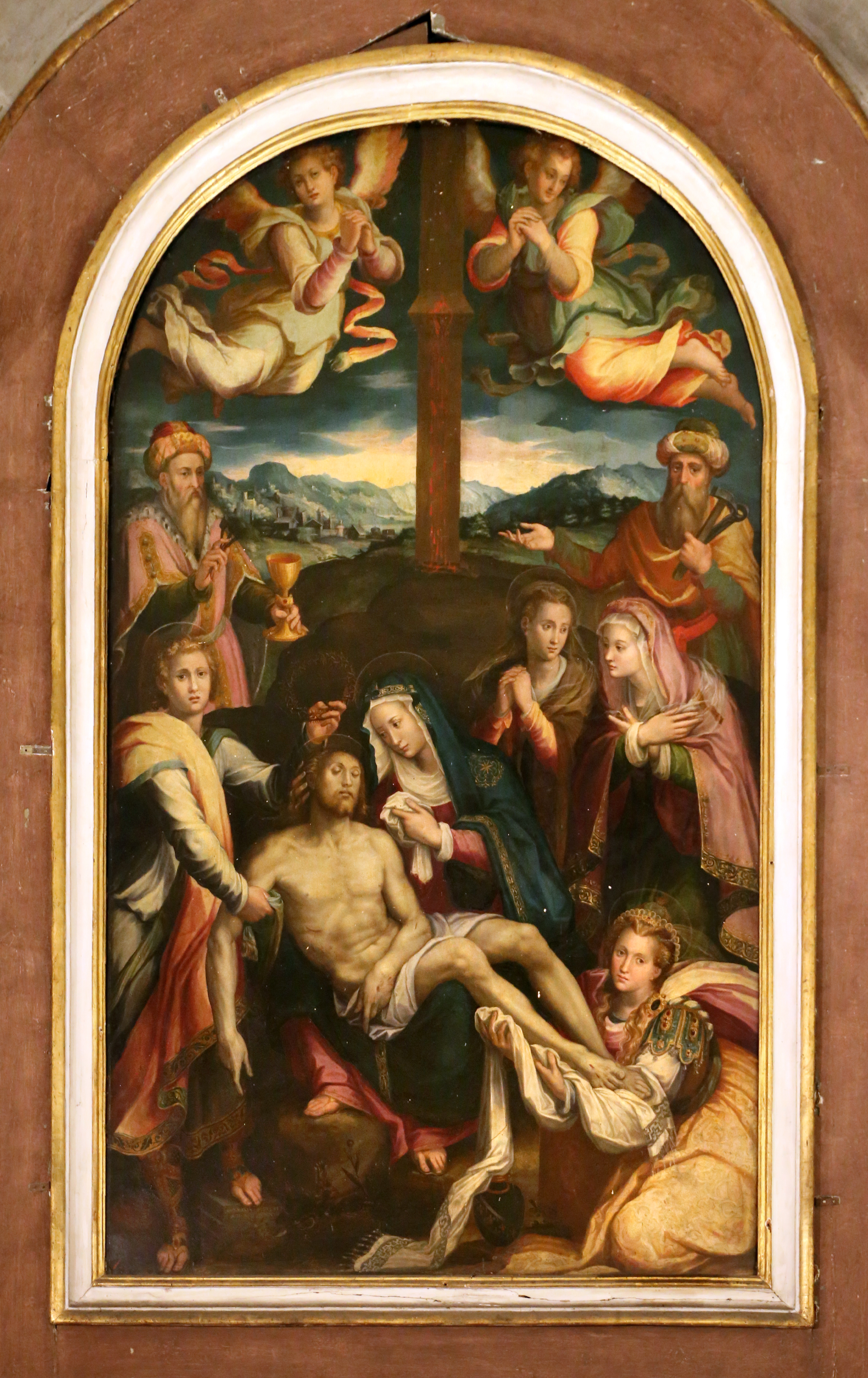
Deposizione di Giovanni Maria Butteri
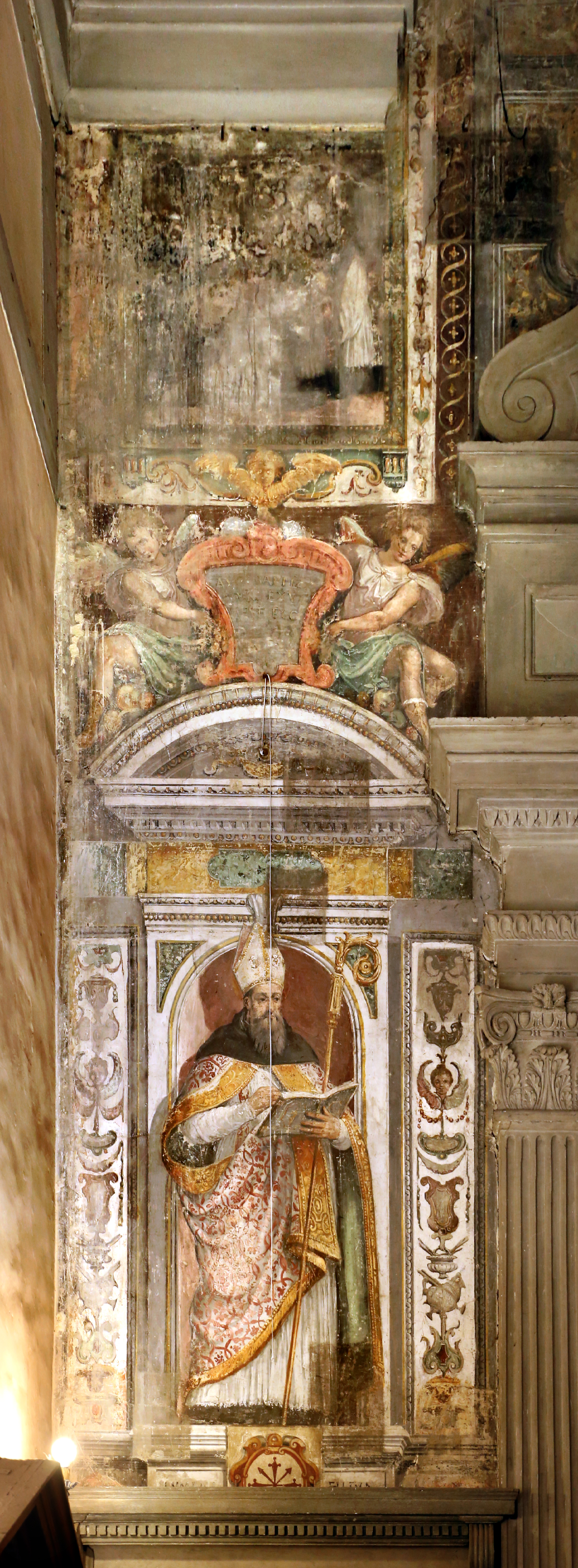
Sant'Agostino e storia della sua vita, Bernardino Poccetti
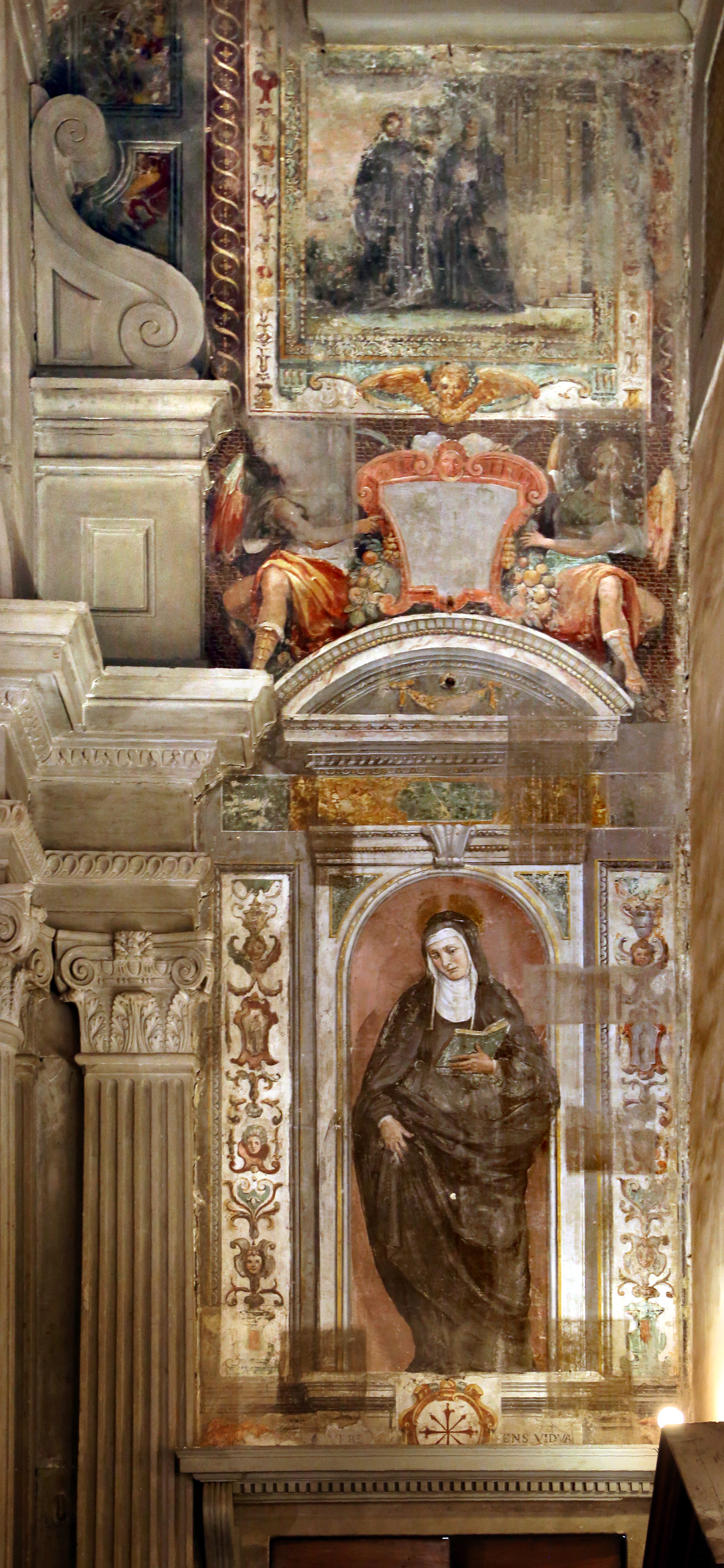
Santa Monica e storia della sua vita, Bernardino Poccetti
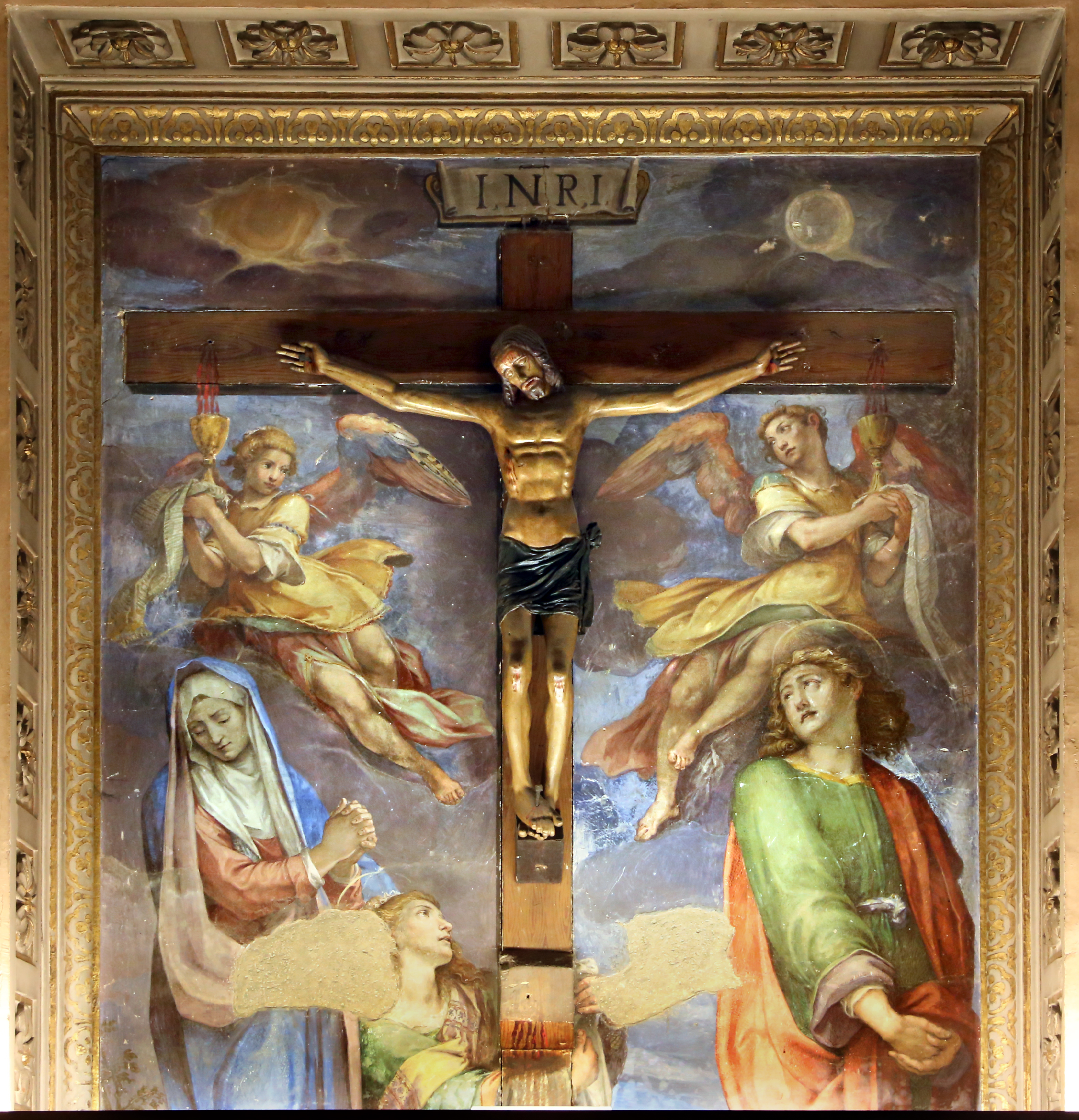
Crocifisso della scuola di Baccio da Montelupo, tra Dolenti e angeli di Bernardino Poccetti

Su via dell'Ardiglione si trova un portale quattrocentesco con architrave retto da mensole, tamponato, e una lapide con un bando dei Signori Otto che, per quanto oggi sia completamente illeggibile, è noto da trascrizioni, e vietava il gioco e le "brutture" (il far sporcizia) nei pressi della chiesa:
| I SS OTTO PROIBISCONO IN Q.A STRADA IL GIOCARE FAR BRVTTVRE ET.C SOTTO LE SOLITE PENE |